# N-Isopropylacrylamid
N-Isopropylacrylamid ist ein N-substituiertes Acrylamid, dessen Stickstoffatom eine Isopropylgruppe trägt. Die Verbindung hat als Monomer für thermoresponsive Polymere bzw. temperatur- und pH-empfindliche Hydrogele bildendes Poly(N-isopropylacrylamid) großes Interesse gefunden.

## Herstellung
Wegen der teuren Reaktanden eher für die Synthese im Labor geeignet ist die Reaktion von Acryloylchlorid mit überschüssigem Isopropylamin,
bei der Produktausbeuten von über 80 % erzielt werden.
Auch die Reaktion von Acrylamid mit überschüssigem 2-Brompropan führt zu unbefriedigenden Ausbeuten an NIPAM von ca. 66 %.
In einem Gemisch von konzentrierter Schwefelsäure mit Essigsäure reagiert Propen mit Acrylnitril bei 80 °C zu N-Isopropylacrylamid.
In derselben Patentschrift ist der übliche industrielle Herstellungsweg des N-Isopropylacrylamids in einer Ritter-Reaktion von Acrylnitril mit Isopropanol in Gegenwart von konzentrierter Schwefelsäure beschrieben.
In Abhängigkeit von Reaktionstemperatur und -dauer werden Ausbeuten von 90 % bis „nahezu quantitativ“ erreicht.
Eine Variante dieser Reaktion mit einem sauren Zeolith-Katalysator zur Erzeugung des Carbeniumions aus Isopropanol liefert NIPAM in 93-prozentiger Ausbeute.
Zur Unterdrückung der Polymerisation in Lösung werden den Reaktionsgemischen häufig Inhibitoren, wie z. B. Phenothiazin oder 4-Methoxyphenol (MEHQ) zugegeben.

## Eigenschaften
N-Isopropylacrylamid fällt bei der Synthese als weißer bis cremefarbener kristalliner Feststoff an, der bei der Lagerung bei höheren Temperaturen zur Polymerisation neigt und daher oft mit Polymerisationsinhibitoren versetzt wird.

## Anwendungen
Die Homopolymerisation von N-Isopropylacrylamid, z. B. mit AIBN als Radikalinitiator liefert das wasserlösliche Poly(N-isopropylacrylamid), dessen solvatisierte lineare Polymerketten bei Temperaturerhöhung oberhalb der so genannten unteren kritischen Mischungstemperatur (englisch lower critical solution temperature, LCST) zu einem dichten Knäuel kollabieren.
In Gegenwart des Vernetzers N,N′-Methylenbisacrylamid können durch radikalische Polymerisation von N-Isopropylacrylamid wasserquellbare und thermosensitive Smarte Hydrogele erzeugt werden, die oberhalb der so genannten Volumenübergangstemperatur (engl. volume phase transition temperature, VPTT) von 33 °C dramatisch schrumpfen. Die LCST von linearen Polymeren liegt nahe der VPTT von quervernetzten Hydrogelen, d. h. das Hydrogel verhält sich annähernd wie eine konzentrierte Polymerlösung.
Durch Copolymerisation mit z. B. Acrylsäure und Vernetzung sind sowohl thermo- als auch pH-sensitive Hydrogele zugänglich.
Anwendungen dieser smarten Hydrogele auf der Basis von N-Isopropylacrylamid-Copolymeren liegen u. a. in der gesteuerten Wirkstofffreisetzung (engl. controlled drug release).